# Валлелунга-Пратамено
Валлелунга-Пратамено (итал. Vallelunga Pratameno) — коммуна в Италии, располагается в регионе Сицилия, подчиняется административному центру Кальтаниссетта.
Население составляет 3844 человека, плотность населения составляет 99 чел./км². Занимает площадь 39 км². Почтовый индекс — 93010. Телефонный код — 0934.
Покровительницей коммуны почитается Пресвятая Богородица (Madonna di Loreto), празднование в четвёртое воскресение сентября.